# 쥘리에트 레카미에

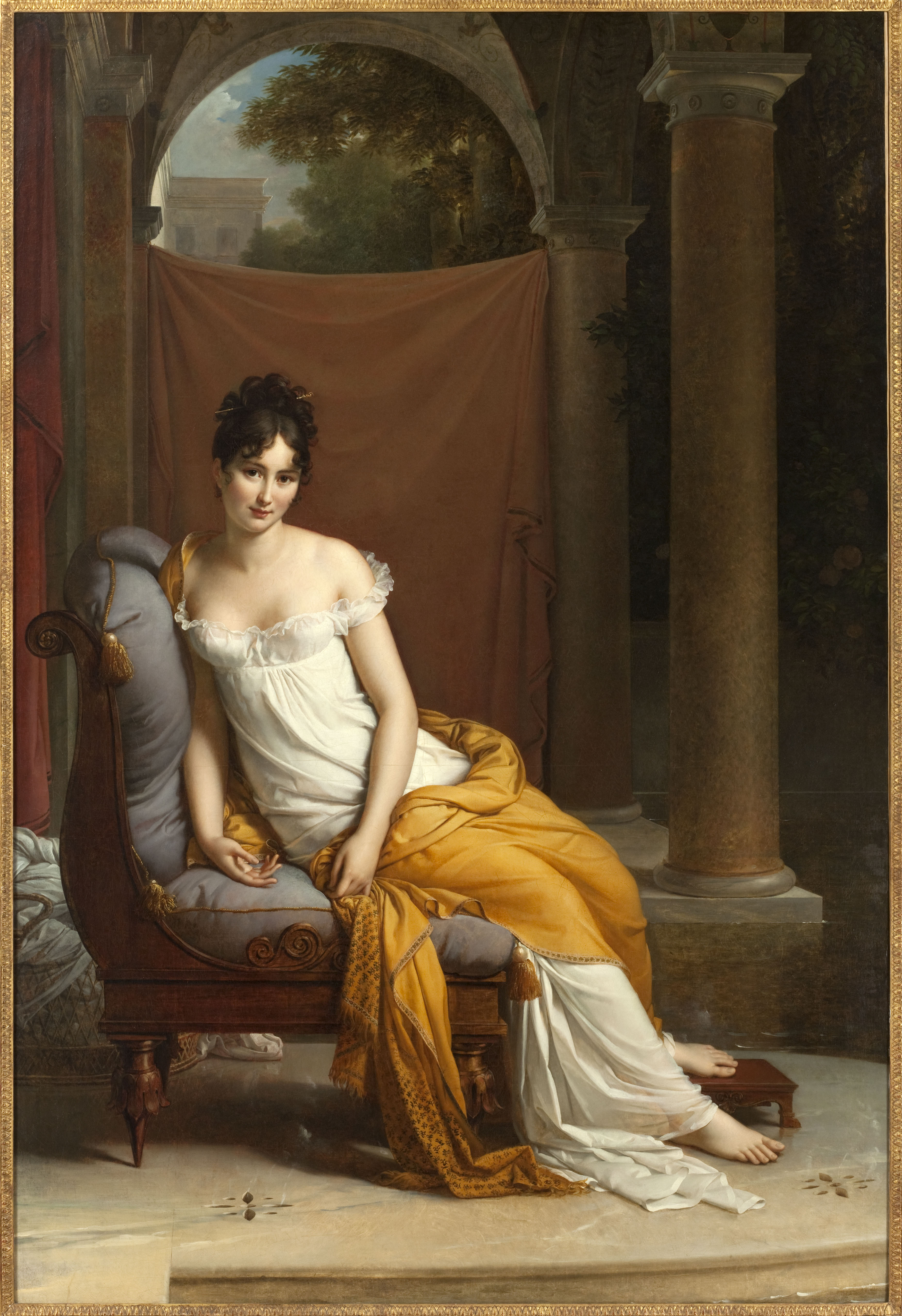
레카미에 부인, 프랑수아 제라르 그림

줄리에트 레카미에(Juliette Récamier, 1777년 12월 4일 ~ 1849년 5월 11일)는 19세기 초반의 프랑스에서 당시의 정계, 예술계에 강력한 영향력을 행사했던 여성이다. 리옹에서 법률가의 딸로 태어났으며, 본명은 잔 프랑수아즈 줄리 아델라이드 베르나르 레카미에(Jeanne-Françoise Julie Adélaïde Bernard Récamier)이다. 자크루이 다비드가 그린 초상화의 주인공 레카미에 부인으로도 잘 알려져 있다. 그녀보다 30세 가까이 연상이었던 남편 자크 레카미에는 부유한 은행가였고, 레카미에 부인 본인도 뛰어난 미모에 높은 교양을 갖추고 있었다. 레카미에 부부는 루이 16세 시절 재무장관 자크 네케르의 저택이었던 쇼세 당탱에 살았다. 레카미에 부인의 살롱에는 프로스페르 메리메, 스탈 부인, 뱅자맹 콩스탕, 장 빅토르 마리 모로, 테레즈 탈리앵, 훗날의 칼 14세 요한이 되는 장 밥티스트 쥘 베르나도트 등이 드나들었으며, 프랑수아르네 드 샤토브리앙은 수 년에 걸친 염문 상대이기도 했다. 레카미에 부인에게 호감을 갖고 있었던 인물 중에는 나폴레옹 보나파르트도 있었으나 두 사람의 관계는 나폴레옹의 황제 즉위와 함께 악화되었다. 1805년 남편의 레카미에 은행이 도산했고 1811년 레카미에 부인은 마침내 파리에서 추방되었다. 이후 수년간 유럽을 떠돌던 레카미에 부인은 1819년 파리로 돌아와 1849년 71세의 나이에 콜레라로 죽었다.

## 같이 보기
- 앙텔름 브리야사바랭
- 제르멘 드 스탈
- 프랑수아르네 드 샤토브리앙
- 자크루이 다비드